# Богданово (Сливенська область)
Бо́гданово (болг. Богданово) — село в Сливенській області Болгарії. Входить до складу общини Нова Загора.

## Населення
За даними перепису населення 2011 року у селі проживали 392 особи.
Національний склад населення села:
| Національність   | Кількість осіб | Відсоток |
| ---------------- | -------------- | -------- |
| болгари          | 336            | 86,4 %   |
| цигани           | 21             | 5,4 %    |
| турки            | 19             | 4,9 %    |
| інша             | 0              | 0 %      |
| не визначились   | 13             | 3,3 %    |
| Всього відповіли | 389            |          |

Розподіл населення за віком у 2011 році:
Динаміка населення: